# Caddie

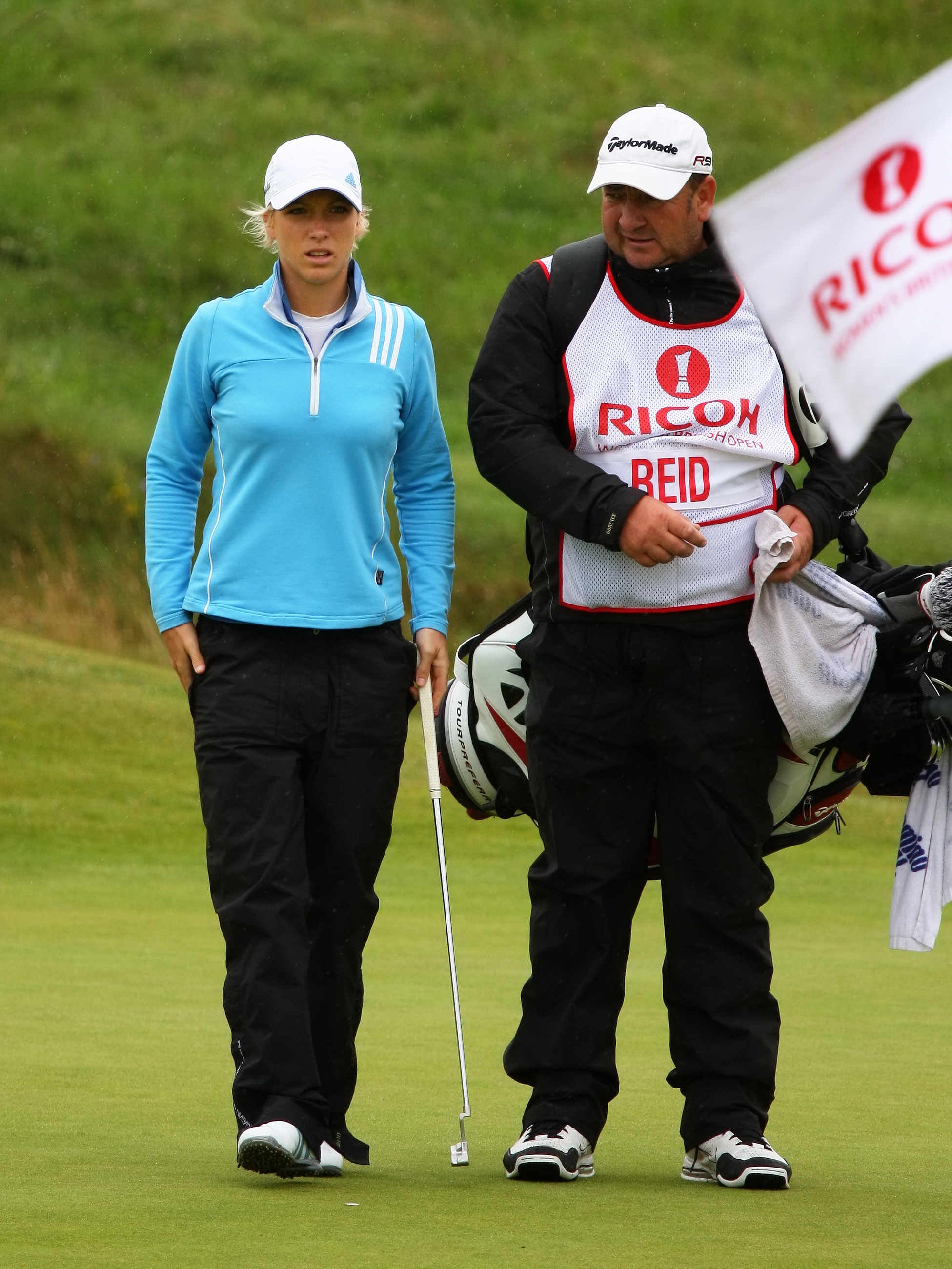
O caddie Lee Griffiths carregando a bolsa da golfista Melissa Reid.

No golfe ou no disc golf um caddie (ou caddy) é a pessoa que carrega principalmente a bolsa, os tacos ou discos, dá conselhos e apoio moral ao jogador.

## Etimologia

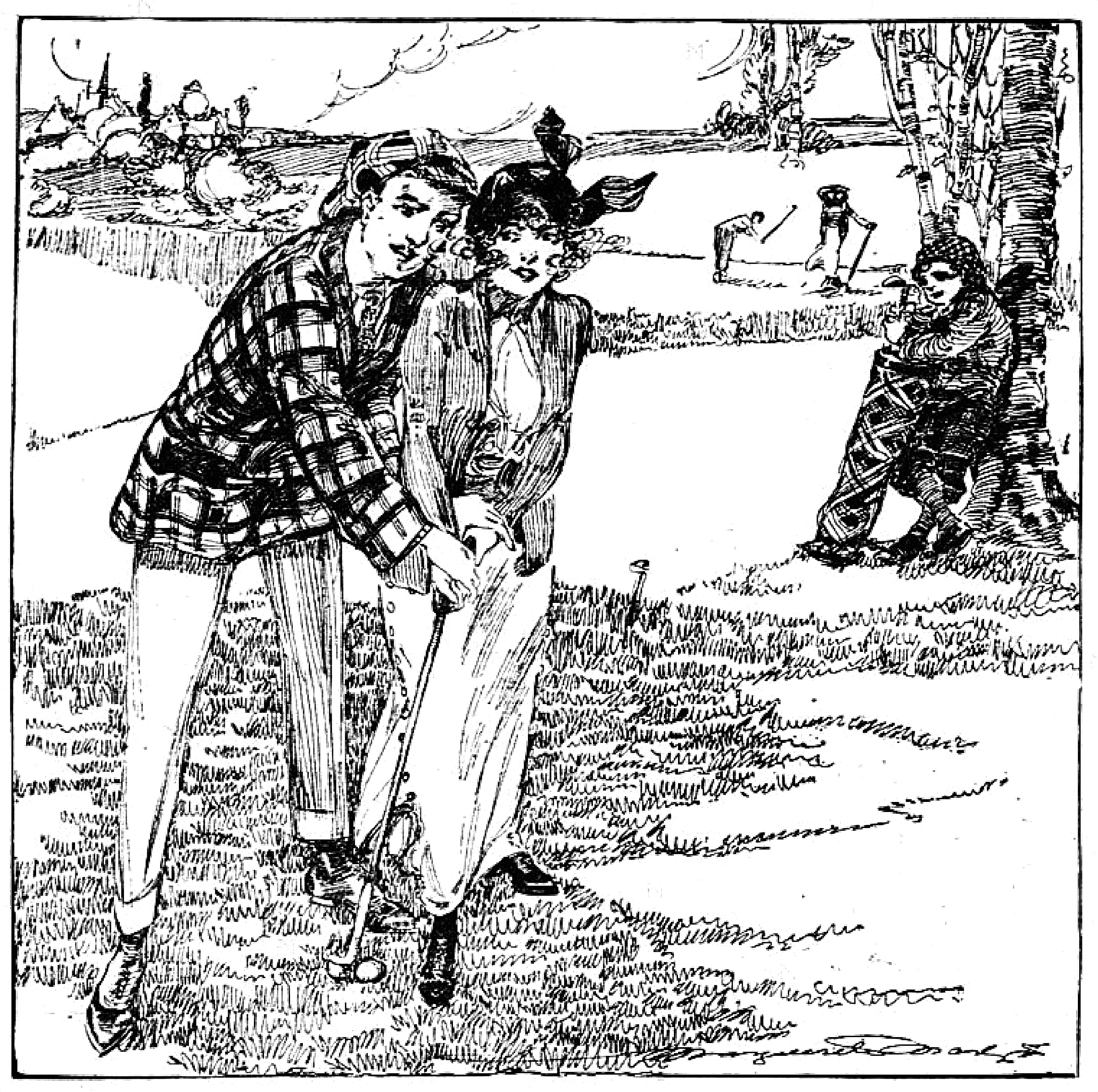
Desenho da jornalista Marguerite Martyn sobre um casal no Forest Park Golf Course, Forest Road, Missouri, em 1914, enquanto um caddie se encosta em uma árvore.

A palavra escocesa caddie ou cawdy foi originada no século XVII da palavra francesa cadet e originalmente significava um estudante militar. Posteriormente, passou a se referir a alguém que fazia um trabalho temporário. No século XIX, passou a significar alguém que carregava tacos para um jogador de golfe ou, em sua forma abreviada, cad, um homem de comportamento desonesto.

## História do golfe
O primeiro registro do trabalho de um caddie foi em Edimburgo, em 1681, por James II da Inglaterra, ao participar da primeira competição internacional de golfe.

## Lucros
Os caddies tendem a ser mal pagos e geralmente recebem apenas uma pequena parte do prêmio em dinheiro. Em nível profissional, eles trabalham como contratados de jogadores individuais, mas sem jornada de trabalho garantidas. Em 2020, os caddies do PGA European Tour tornaram-se elegíveis para ganhar bônus por meio de logotipos de patrocinadores em seus equipamentos.

## Na cultura popular

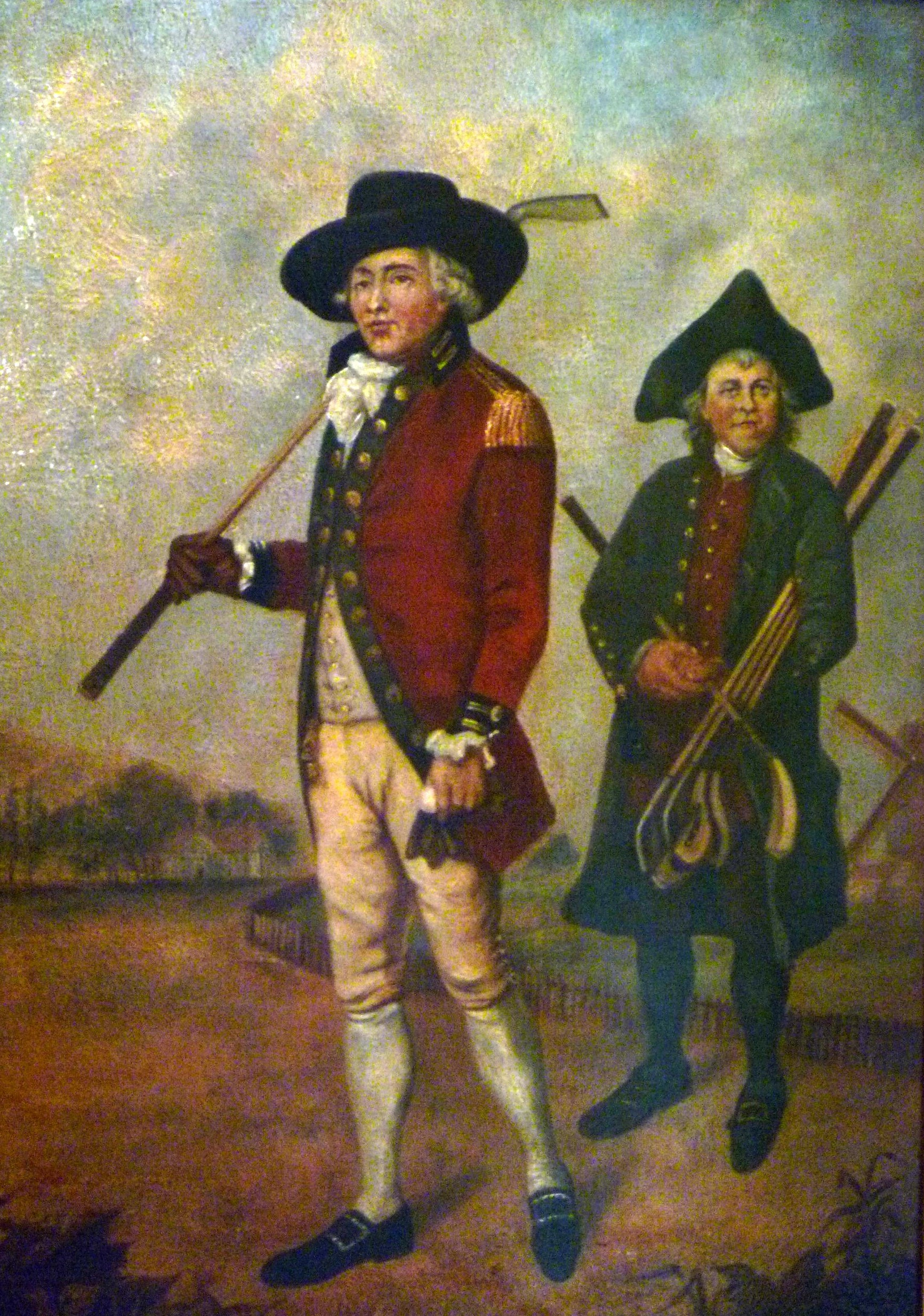
Um caddie,1790, de Lemuel Francis Abbott

Os caddies foram retratados na televisão, em filmes e livros, incluindo:
- The Caddy, um filme de comédia musical de 1953 estrelado por Dean Martin e Jerry Lewis

- McAuslan in the Rough, um conto de 1974 de George MacDonald Fraser, no qual um soldado escocês de má reputação é caddie de seu sargento-mor

- Caddyshack, um filme de comédia de 1980 com Bill Murray

- Brown's Requiem, um romance policial de 1981 de James Ellroy, que trabalhou como caddie enquanto escrevia seus primeiros livros

- The Legend of Bagger Vance, um filme de 2000 baseado no livro de 1995 de Steven Pressfield, The Legend of Bagger Vance: A Novel of Golf and the Game of Life, de 1995, apresenta Vance como um caddie angelical.

- The Greatest Game Ever Played, um filme de 2005 sobre o US Open de 1913, em que Francis Ouimet (Shia LaBeouf) vence com seu caddie Eddie Lowery (Josh Flitter).

- Loopers: The Caddie's Long Walk, um documentário de 2018 narrado por Bill Murray[6][7]